# Digitaria simpsonii
Digitaria simpsonii là một loài thực vật có hoa trong họ Hòa thảo. Loài này được (Vasey) Fernald mô tả khoa học đầu tiên năm 1920.